# Chambo (cantão)
Chambo é um cantão do Equador localizado na província de Chimborazo.
A capital do cantão é a cidade de Chambo.